# 卡文溪住宅根據地 (加利福尼亞州)
卡文溪住宅根據地（英語：Carvin Creek Homesites）是位於美國加利福尼亞州謝拉縣的一個非建制地區。該地的面積和人口皆未知。

## 地理
卡文溪住宅根據地的座標為39°37′43″N 120°34′41″W / 39.62861°N 120.57806°W，而該地的平均海拔高度為1728米（即5669英尺）。